# Мусієнко Дмитро Михайлович
Мусієнко Дмитро Михайлович (нар. 12 грудня 1921, Кременчук — пом. 24 липня 1989, Київ) — український сценарист, кінокритик.
Народився 12 грудня 1921 р. у місті Кременчук Полтавської області. Помер 24 липня 1989 р. в Києві. Закінчив Лубенський учительський інститут (1939) і Львівський університет (1949).
Автор сценаріїв науково-популярних і документальних фільмів: «Панас Мирний», «Степан Шкурат», «Недоспівана пісня», «Набат» та ін.